# Apple Watch SE
Apple Watch SE (1-го поколения) — упрощённый и удешевлённый вариант шестого поколения смарт-часов Apple Watch, вышедший 15 сентября 2020 года. Первое поколение серии «SE».

## История
Часы были представлены на осенней конференции Apple, проходившей 15 сентября 2020 года в дистант-формате. Были показаны вместе с родственной, более дорогой версией Apple Watch Series 6.
В России вышли в продажу 23 сентября 2020 года.

## Характеристики
Имеет GPS/ГЛОНАСС, компас, «всегда включённый» высотомер, кнопку «SOS», датчик внешней освещённости, а также Apple Pay и GymKit.
Также «Карты» на часах теперь умеют составлять маршруты для велосипедов, а Siri предлагает языковой перевод.

### Список характеристик
- Чипсет: Apple S5;
  - Центральный процессор (CPU): 1,59 GHz двух-ядерный Tempest 64-битный (ARMv8-A ILP32) 7-нм (TSMC N7)[5];
  - GPU: Apple G11M[5];
- GPS и Глонасс: Встроенный, включая Galileo и QZSS;
- Сотовая связь: Опционально;
- Степень защиты: ISO 22810:2010 водонепроницаемость (до 50 метров);
- Беспроводная связь: Wi-Fi (802.11 b/g/n 2.4 GHz);
- Bluetooth: Bluetooth 5.0;
- UWB: Чип Apple U1;
- Оптический датчик пульса: Есть;
- Датчик ЭКГ: Нет;
- Пульсоксиметр: Нет;
- Акселерометр: 32g;
- Гироскоп: Улучшенный;
- Датчик освещенности: Есть;
- Альтиметр: Есть;
- Компас: Есть;
- Дисплей: Дисплей OLED LTPO с технологиями Retina и Force Touch (Яркость 1000 кд/м²)
  - Плотность пикселей: 349 ppi (40 мм) / 360 ppi (44 мм);
- Оперативная память (ОЗУ): 1,5 Гб (1536 Мб) DRAM
- Хранилище: 32 Гб
- Версии операционных систем: watchOS 7.0 — 10.0;
- Требования[6]: iPhone 6s или новее, с iOS 14 или новее;
- Батарея: 40 мм: 245 mA·h, 3.85 V, 0.944 W·h / 44 мм: 296 mA·h, 3.814 V, 1.129 W·h
- Вес: 30,8 — 47,8 грамм[7];
- Парниковые газы: 40 кг CO2e[8];
- Начало продаж: Сентябрь 2020 года;
- Сняты с производства: Сентябрь 2022 года.